# Cầu Gò Găng
Cầu Gò Găng là một cây cầu bắc qua sông Dinh tại thành phố Vũng Tàu, tỉnh Bà Rịa – Vũng Tàu, Việt Nam.
Cầu nằm ở phía đông bắc thành phố Vũng Tàu, nối liền phường 12 với đảo Gò Găng thuộc xã đảo Long Sơn.
Cầu Gò Găng có chiều dài 733 m, chiều rộng 12 m. Công trình được đưa vào sử dụng từ năm 2008, góp phần kết nối giao thông từ đảo Gò Găng đến trung tâm thành phố Vũng Tàu.